# مواقف
| نام کتاب         | المواقف |
| ---------------- | --- |
| نام‌های دیگر کتاب | المواقف. شرحکتاب المواقف حاشیة الچلبی حاشیة السیالکوتی شرح المواقف |
| پدیدآورندگان     | نعسانی حلبی، محمد (مصحح)چلبی، حسن بن محمد (حاشیه نویس) عضدالدین ایجی، عبدالرحمان بن احمد (نویسنده) جرجانی، علی بن محمد (شارح) سیالکوتی، عبدالحکیم بن شمس‌الدین (حاشیه نویس) |
| زبان             | عربی |
| کد کنگره         | BP‎‏ ‏۲۰۵‎‏/‎‏۴‎‏ ‏/‎‏ع‎‏۶‎‏ ‏م‎‏۸۰۲۳ |
| موضوع            | عضد الدین ایجی، عبدالرحمان بن احمد، ۷۰۰؟ - ۷۵۶ق. المواقف - نقد و تفسیرکلام اشعری - قرن ۸ق. کلام اهل سنت - قرن ۸ق.                                                          |
| ناشر             | الشریف الرضی |
| مکان نشر         | قم - ایران |
| سال نشر          | |

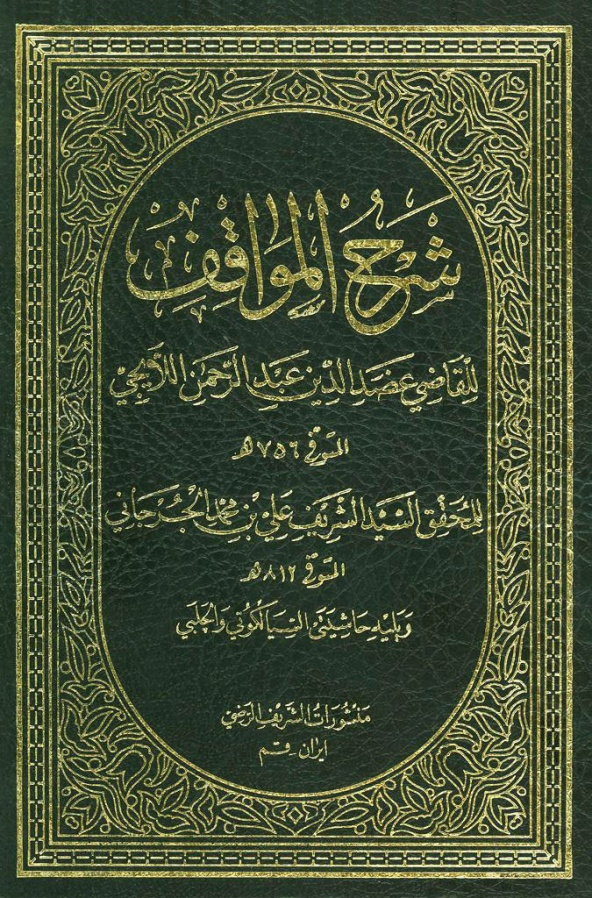
تصویری از کتاب المواقف عضدالدین ایجی

المواقف عنوان کتابی است با موضوع علم کلام که قاضی عضدالدین ایجی آن را تألیف کرده‌است. در تألیف این کتاب به آثار امام فخر رازی و سیف‌الدین الآمدی استناد شده‌است. شرح‌ها و حاشیه‌های متعددی بر این کتاب نوشته‌شده‌است که از آن جمله می‌توان به شرح شریف جرجانی اشاره کرد. این کتاب در معرفی کلام اشعری جایگاه ویژه‌ای دارد و یکی از مهم‌ترین منابع کلامی اشعری‌ها و همچنین همه اهل تسنن محسوب می‌شود. این کتاب در حوزه‌های علمیه شیعه نیز به‌عنوان کتاب درسی تدریس می‌شده‌است.
در سال ۱۳۹۷ شمسی، بخش امامت شرح مواقف توسط علیرضا شمس الدینی نژاد مطلق بنام (راز بزرگ امامت یا نقد کتاب امامت شرح مواقف) نقد وبررسی شده و توسط انتشارات سرای کتاب قم چاپ شد.

## ویژگی‌های کتاب
این کتاب در موضوع علم کلام نوشته شده‌است، اما علاوه بر آن، موضوعات دیگری مانند فلسفه، نجوم و فقه نیز در آن ملاحظه می‌شود. این کتاب به جای استناد به دلیل‌های نقلی مانند آیات و روایات، بر استدلال عقلی و جدلی استوار است. با این حال، در مواردی از شواهد نقلی هم برای تأیید استدلال‌ها استفاده شده‌است.
این کتاب ۶ موقف (فصل) دارد و هر موقف مشتمل بر چندین مرصد و مقصد است. مؤلف در این کتاب به همهٔ موضوعات و مسائل علم کلام -که تا زمان او مطرح بوده‌- پرداخته است.